# Anna-Brita Hulth
Solveig Anna-Brita Hulth, född 24 december 1926 i Grängesbergs församling i Kopparbergs län, död 22 juli 2012 i Veddige-Kungsäters församling i Hallands län, var en svensk lektor och politiker (folkpartist). Hon var ersättare i Sveriges riksdag för Östergötlands läns valkrets en kortare period 1986.